# Lobocleta flavistigma
Lobocleta flavistigma là một loài bướm đêm trong họ Geometridae.